# 운암현대아파트
오산운암현대아파트(영어: Osan Unam HYUNDAI IPARK)은 대한민국 경기도 오산시 오산동에 위치한 아파트 단지이다. 2000년에 완공하였다. 6개동, 530세대이다. 승강기는 1999년식 현대 STVF(ST)이다.